# Linh dương Bubal
Linh dương sừng móc Bubal hay còn gọi đơn giản là Linh dương Bubal hay Bubal (Danh pháp khoa học: Alcelaphus buselaphus bubal) là một phân loài đã tuyệt chủng lần đầu tiên được mô tả của loài alcelaphus buselaphus mà trước đây được tìm thấy ở phía bắc của sa mạc Sahara. Các phân loài khác hiện đang sống ở đồng cỏ phía nam của sa mạc Sahara, từ Senegal thuộc phía tây đến Eritrea và Ethiopia ở phía đông và xuống trung tâm vùng thuộc Tanzania. Các loài alcelaphus caama và alcelaphus lichtensteinii, những phân loài cách khác được coi hoặc loài chị em của loài alcelaphus buselaphus là phổ biến và có mặt ở Nam Phi.

## Đặc điểm

### Mô tả
Linh dương bubal được mô tả như là một thể thống nhất với màu sắc theo nền màu đất cát, và chúng có một miếng vá màu xám định hình bên trên mỗi bên của mõm phía trên lỗ mũi và các cụm đầu cuối của đuôi là màu đen. Trong trường hợp này, các phân loài tương tự như các loài Lelwel alcelaphus buselaphus, thiếu những lằn mặt màu trắng hoặc màu đen như những cá thể thuộc alcelaphus buselaphus ở phía tây và alcelaphus buselaphus Swayne. Về chiều dài, chúng đo được 43 inches tính đến vai và các sừng là hình chữ 'U' khi nhìn từ phía trước.
Giống như alcelaphus buselaphus khác, bubal là một động vật xã hội. Một tác giả là Luis del Marmol Carvajal đã viết rằng có những đàn 100-200 con linh dương này có thể được nhìn thấy ở miền bắc Maroc trong năm 1573. Theo các nhà văn ở thế kỷ 19, các con linh dương bubal ưa thích vùng núi đá với một số lượng hợp lý của các loài thực vật, trái ngược với nền cát và môi trường sống khô khan của Addax. Kẻ thù chính của nó là sư tử Barbary là loài cũng đã tuyệt chủng.

### Tập tính
Trước đây, chúng sống ở thảo nguyên và đồng cỏ khô trong rừng, thường xuyên di chuyển vào nơi khô cằn hơn sau khi trời mưa. Chúng cũng chấp nhận với các vùng cây cối rậm rạp hơn các chủng loài khác, và thường được tìm thấy trên các cạnh của rừng. Giống như hầu hết các loài linh dương, các chúng hoạt động vào ban ngày. Nó lướt đi vào buổi sáng sớm và chiều muộn, và nằm trong bóng râm trong thời gian nóng nhất trong ngày.
Chúng là động vật xã hội, khi có thể tập hợp thành đàn lên đến 300 cá thể và số đàn sẽ lớn hơn tập trung ở những nơi có nhiều cỏ. Các thành viên của một đàn có thể được chia thành bốn nhóm. Những con cái hình thành các nhóm từ năm đến 12 loài động vật, với bốn thế hệ trẻ trong nhóm. Những con cái chiến đấu cho sự thống trị trên các đàn gia súc, đôi khi những con cái và con đực cũng giành nhau.

### Tập tính ăn
Khẩu phần ăn của chúng bao gồm chủ yếu là các loại cỏ, với một lượng nhỏ cỏ hyparrhenia và các loại đậu trong suốt cả năm. Chúng là động vật ăn cỏ, và chế độ ăn của họ bao gồm chủ yếu là các loại cỏ. Nói chung bao gồm ít nhất 80% trong khẩu phần ăn của linh dương Koke, cỏ chiếm tới hơn 95% thực phẩm của chúng trong mùa mưa, tháng Mười đến tháng Năm.
Giữa mùa, chúng chủ yếu ăn các loại cỏ cây luồng. Chúng ăn cỏ hyparrhenia và đậu với số lượng nhỏ trong suốt cả năm. Trong khu vực có nước khan hiếm, chúng có thể ăn dưa hấu, rễ, và củ. Trong thời gian cả đàn đang ăn, một cá thể sẽ được phân công theo dõi cho những mối nguy hiểm, thường đứng trên một gò mối để trông xa hơn.

### Sinh sản
Thời gian giao phối thay đổi theo mùa. Chúng thành thục từ 1-2 tuổi. Sau một thời gian mang thai tám tháng, một đứa con được sinh ra. Phân loài này sống ở thảo nguyên, rừng và đồng bằng mở. Vào lúc ba hay bốn tuổi, con đực có thể cố gắng để có một vùng lãnh thổ và các thành viên là con cái. Một cư dân giống đực bảo vệ lãnh thổ của mình và sẽ chiến đấu nếu bị khiêu khích. Các con đực đánh dấu biên giới lãnh thổ của mình thông qua hành vi đại tiện.
Sự bắt đầu của một cuộc chiến được đánh dấu bằng một loạt các cử động của đầu và thái độ, cũng như phân lưu ký trên đống phân. Các đối thủ quỳ đầu gối của mình, và sau khi đưa ra một cái búa giống như thổi, bắt đầu một trận đấu vật, sừng của chúng lồng vào nhau. Một nỗ lực để vặn đầu của đối thủ khác sang một bên để đâm vào cổ và vai với sừng của nó. Những con đực thường bị mất lãnh thổ của chúng sau bảy hay tám năm.

## Phạm vi
Các con linh dương bubal có số lượng dao động ban đầu trên khắp Châu Phi ở phía bắc sa mạc Sahara, từ Morocco đến Ai Cập, nơi nó biến mất trước đó. Nó cũng có mặt với sự chắc chắn ở phía Nam Levant trước thời đại đồ sắt, trong khi Harper (1945) đề cập đến ghi chép lịch sử gần đây của Israel và thậm chí Arap.
Các giới hạn phía bắc của dãy núi này của linh dương bubal là bờ biển Địa Trung Hải, những đàn gia súc lớn vẫn được báo cáo hiện có trong Morocco ở phía bắc của dãy núi Atlas vào năm 1738. Đối với các giới hạn phía nam, những con bò hoang dã (Antilope bubalis) được đề cập đến sống ở vùng núi Tassili của trung tâm Sahara vào năm 1850. Tuy nhiên, Danh tính của những con vật này cuối cùng là gây tranh cãi. Ngay cả khi chúng thực sự alcelaphus buselaphus, chúng có thể không thuộc về các phân loài phía bắc.
Các phân loài giảm mạnh trong suốt thế kỷ 19, đặc biệt là sau khi Pháp xâm chiếm Algérie làm thuộc địa, khi toàn bộ đàn gia súc đã bị thảm sát một lúc bằng phương cách dã man của quân đội thuộc địa. Bởi vào năm 1867 nó chỉ có thể được tìm thấy trong các dãy núi ở tây bắc châu Phi mà là gần hoặc trong sa mạc Saharian. Nó biến mất khỏi bản đồ Tunisia vào năm 1870, và con vật cuối cùng ở đất nước này đã bị bắn vào năm 1902 gần Tataouine. Bên ngoài các trường hợp này, các cá thể linh dương bubal dường như đã bước vào thế kỷ 20 bị hạn chế đến Tây Atlas, từ Boulemane trong Ma-rốc về phía nam của các vùng Wahran ở Algeria.
Đàn cuối cùng được biết với số lượng chỉ có 15 loài động vật, nằm gần Outat El Haj, Morocco vào năm 1917, tất cả, nhưng 3 trong số chúng đã bị giết bởi các thợ săn. Các con vật cuối cùng trong Ma-rốc đã bị bắn trong khu vực Missour vào năm 1925. Nó có thể biến mất trong khoảng thời gian tương tự ở Algérie. Một mẫu cuối cùng được đề cập đến là đã bị tịch thu trong năm 1920 gần Geryville, phía nam của Hồ muối Chott Ếch Chergui.
Trong khi Harper, viết vào năm 1945, được coi là phân loài vẫn có thể có thể tồn tại đồng thời trong lĩnh vực này, ông cũng đề cập rằng các chiến dịch khác nhau trong các năm 1920 và 1930 đã không tìm thấy bất kỳ động vật ở Morocco, Algeria hay Tunisia, ngay cả ở những nơi mà nó đã được báo cáo là rất nhiều chỉ một vài thập kỷ trước. Ngoài ra, nó đã được nhắc đến bởi các nhà khoa học rằng có thể có một vài trường hợp sau khi được báo cáo rằng một cá thể có hiện diện ở Morocco vào năm 2013. Các alcelaphus buselaphus bubal được bảo vệ theo Công ước London năm 1933.
Các cá thể của linh dương bubal đôi khi bị bắt và nuôi giữ trong vườn thú Anh, Pháp và Đức xung quanh những năm đầu của thế kỷ 20, mặc dù Ruxton và Schwarz (1929) đã không tìm thấy bất kỳ mẫu vật bảo quản trong các bảo tàng của các nước này. Các cá thể bubal giam cầm cuối cùng, là một con cái (đôi khi sai báo cáo là những con bubal cuối cùng), đã chết tại Paris vào năm 1923. Viện Hàn lâm Khoa học Tự nhiên Philadelphia nhận một cá thể cái khác vào năm 1905 từ Hiệp hội động vật Philadelphia, được nhồi bông. Đây có thể là con linh dương bubal chỉ bảo quản ở Hoa Kỳ. 

## Trongvăn hóa
Những ký ức còn lại của linh dương bubal đã được tìm thấy ở một số địa điểm khảo cổ Ai Cập như Abadiyeh, Saqqara và Karanis, là thời điểm hẹn hò cuối cùng của các triều đại Trung Cổ. Một chữ khó đọc có nghĩa là "con alcelaphus buselaphus" cũng tồn tại. Đối với những lý do này, nó được cho rằng linh dương bubal đã được thuần hóa ở Ai Cập cổ đại, hoặc ít nhất là sử dụng như một vật tế thần. Nó cũng được đề cập trong Cựu Ước dưới tên của Yachmur (1 Các Vua 4:23). Các con linh dương bubal là một trong nhiều loài động vật đã tuyệt chủng được miêu tả trong những bức khảm La Mã của Hippo Regius (Algeria hiện đại) mà có niên đại vào thế kỷ thứ 2 và thứ 4 trước Công nguyên.